# Eric Paschall
Eric Paschall (Sleepy Hollow, Nueva York, 4 de noviembre de 1996) es un baloncestista estadounidense que pertenece a la plantilla del Pistoia Basket 2000 de la Lega Basket Serie A italiana. Con 1,98 metros de estatura, juega en la posición de ala-pívot.

## Trayectoria deportiva

### High School
Paschall asistió en su etapa de secundaria al Dobbs Ferry High School en Dobbs Ferry, siendo transferido en su último año al St. Thomas More School de Montville, Connecticut. En su temporada júnior promedió 26 puntos y 11,2 rebotes por partido.

### Universidad
Jugó una temporada con los Rams de la Universidad Fordham, en la que promedió 15,9 puntos, 5,5 rebotes y 1,0 asistencias por partido, pero al término de la temporada solicitó ser transferido a los Wildcats de la Universidad de Villanova, tras el despido de su entrenador, Tom Pecora. Al término de la misma fue elegido rookie del año de la Atlantic 10 Conference.
Tras cumplir el año que impone la NCAA por un traspaso, jugó tres temporadas más, en las que promedió 11,4 puntos, 5,4 rebotes y 1,7 asistencias por partido, proclamándose campeón de la NCAA en 2018, en el que fue incluido en el mejor quinteto de la Final Four, y siendo elegido en 2019 en el mejor quinteto de la Big East Conference.

#### Estadísticas
| Año     | Equipo    | PJ  | PT  | MPP  | %TC  | %3P  | %TL  | RPP | APP | ROB | TPP | PPP  |
| ------- | --------- | --- | --- | ---- | ---- | ---- | ---- | --- | --- | --- | --- | ---- |
| 2014–15 | Fordham   | 27  | 27  | 31.2 | .419 | .315 | .794 | 5.5 | 1.0 | .8  | .4  | 15.9 |
| 2016–17 | Villanova | 36  | 8   | 21.7 | .513 | .279 | .695 | 3.8 | .6  | .5  | .5  | 7.2  |
| 2017–18 | Villanova | 38  | 38  | 29.8 | .533 | .356 | .813 | 5.3 | 2.2 | .9  | .6  | 10.6 |
| 2018–19 | Villanova | 36  | 36  | 36.1 | .447 | .348 | .746 | 6.1 | 2.1 | .7  | .5  | 16.5 |
| Total   | Total     | 137 | 109 | 29.6 | .468 | .331 | .765 | 5.1 | 1.5 | .7  | .5  | 12.3 |

### Profesional
Fue elegido en la cuadragésimo primera posición del Draft de la NBA de 2019 por Golden State Warriors. Al término de la temporada fue elegido en el mejor quinteto de rookies.
Tras dos años en Golden State, el 4 de agosto de 2021, es traspasado a Utah Jazz.
El 29 de julio de 2022, firma un contrato dual por una temporada con Minnesota Timberwolves, pero fue cortado el 19 de octubre antes del inicio de la temporada.
El 7 de marzo de 2023 fue anunciado como el segundo refuerzo para la temporada 2023 de los Leones de Ponce en el Baloncesto Superior Nacional (BSN) de Puerto Rico, pero fue cortado el 10 de abril.
El 2 de agosto de 2024 fichó por el Pistoia Basket 2000 de la Lega Basket Serie A italiana.

## Estadísticas de su carrera en la NBA

### Temporada regular
| Año     | Equipo       | PJ  | PT | MPP  | %TC  | %3P  | %TL  | RPP | APP | ROB | TPP | PPP  |
| ------- | ------------ | --- | -- | ---- | ---- | ---- | ---- | --- | --- | --- | --- | ---- |
| 2019-20 | Golden State | 60  | 26 | 27.6 | .497 | .287 | .774 | 4.6 | 2.1 | .5  | .2  | 14.0 |
| 2020-21 | Golden State | 40  | 2  | 17.4 | .497 | .333 | .713 | 3.2 | 1.3 | .3  | .2  | 9.5  |
| 2021-22 | Utah         | 58  | 3  | 12.7 | .485 | .370 | .767 | 1.8 | .6  | .2  | .1  | 5.8  |
| Total   | Total        | 158 | 31 | 19.5 | .494 | .326 | .758 | 3.2 | 1.4 | .3  | .2  | 9.8  |

### Playoffs
| Año   | Equipo | PJ | PT | MPP | %TC  | %3P  | %TL   | RPP | APP | ROB | TPP | PPP |
| ----- | ------ | -- | -- | --- | ---- | ---- | ----- | --- | --- | --- | --- | --- |
| 2022  | Utah   | 4  | 0  | 6.0 | .500 | .500 | 1.000 | 1.3 | .0  | .3  | .0  | 2.0 |
| Total | Total  | 4  | 0  | 6.0 | .500 | .500 | 1.000 | 1.3 | .0  | .3  | .0  | 2.0 |